# Elena Ovtchinnikova
Elena Ovtchinnikova –en ruso, Елена Овчинникова, Yelena Ovchinnikova– (Selenguinsk, URSS, 29 de junio de 1965) es una deportista estadounidense de origen ruso que compitió en escalada, especialista en la prueba de dificultad.
Ganó una medalla de bronce en el Campeonato Mundial de Escalada de 1999 y una medalla de oro en el Campeonato Europeo de Escalada de 1992.

## Palmarés internacional
| Representando a Rusia          |                          |                   |            |
| Campeonato Europeo             |                          |                   |            |
| Año                            | Lugar                    | Medalla           | Prueba     |
| 1992                           | Fráncfort (Alemania)     | Medalla de oro    | Dificultad |
| Representando a Estados Unidos |                          |                   |            |
| Campeonato Mundial             |                          |                   |            |
| Año                            | Lugar                    | Medalla           | Prueba     |
| 1999                           | Birmingham (Reino Unido) | Medalla de bronce | Dificultad |